# A Virginia Courtship
A Virginia Courtship és una pel·lícula muda en blanc i negre dirigida per Frank O'Connor. Els actors protagonistes van ser May McAvoy i Alec B. Francis. La pel·lícula està basada en l'obra de teatre homònima d'Eugene Presbrey. Tot i que inicialment es va planificar la seva estrena pel desembre de 1921, es va acabant estrenant el 4 de febrer de 1922.

## Repartiment
- May McAvoy (Prudence Fairfax)
- Alec B. Francis (Coronel Fairfax)
- Jane Keckley (Betty Fairfax)
- L. M. Wells (Squire Fenwick)
- Casson Ferguson (Tom Fairfax)
- Kathlyn Williams (Constance Llewellyn)
- Richard Tucker (Dwight Neville)
- Guy Oliver (Buck Lawton)
- George Reed (Sam)
- Vern Winters (Zeb)
- Washington Blue (viuda Footman)

## Argument
El coronel Fairfax viu en una plantació a Virgínia amb la seva filla adoptiva Prudence. Va decidir no casar-se i restar fidel a la memòria de la seva promesa, Constance Llewellyn, amb la qual hi va haver un malentès vint anys enrere. Constance, en quedar viuda, torna a plantació veïna, que havia estat casa seva i el coronel decideix marxar per tal d'evitar una situació incòmoda. Prudence, però, es proposa reconciliar la parella.
Mentrestant, arriba Tom, el nebot del coronel, i s'enamora de Prudence. Per altra banda, el veí, Dwight Neville, intenta estafar el coronel i comprar-li la plantació i explica mentides a Prudence sobre Tom. Ella descobreix els enganys i aconsegueix que sigui arrestat quan és retinguda a casa seva. El coronel i la vídua es reconcilien i Tom i Prudence acaben units.